# Salar de Talar
Salar de Talar är en saltslätt i Chile.   Den ligger i regionen Región de Antofagasta, i den norra delen av landet, 1 100 km norr om huvudstaden Santiago de Chile. Arean är 46 kvadratkilometer.